# 华林街道
华林街道是中国广州市荔湾区下属的一个街道办事处。位于荔湾区的西南部，东起人民南路，西至宝华路，南到和平路，北连长寿路。面积0.72平方千米，居民2万多户，人口近6万，辖14个社区居委会。因街道属地有一佛教名寺“华林寺”而得名。

## 行政区划
华林街道下辖以下地区：
光复社区、德星社区、荔广社区、寺前社区、鸿昌社区、彩园社区、兴贤社区、曾巷社区、连登社区、下九社区、怀远社区、福安社区、河傍社区和湛露社区。